# Yūya Asahina
Yūya Asahina (jap. 朝比奈 ゆうや Asahina Yūya) (ur. 7 września 1980) – japoński mangaka. Swoją pierwszą profesjonalną mangę stworzył w 1998 r.

## Prace
- ± Junkie